# Finale del campionato europeo femminile di calcio 2013
La finale del campionato europeo femminile di calcio 2013 si tenne il 28 luglio 2013 alla Friends Arena di Solna tra le nazionali femminili di Germania e Norvegia terminata con la vittoria per 1-0 delle tedesche che hanno così conquistato il titolo europeo per l'ottava volta, la sesta consecutiva. 

## Cammino verso la finale
Le tedesche e le norvegesi furono inserite nel gruppo B, insieme a Islanda e Paesi Bassi.
L'11 luglio la Germania pareggiò 0-0 all'esordio contro i Paesi Bassi, mentre la Norvegia dopo essere passata in vantaggio con Hegland fu raggiunta nei minuti finali da un calcio di rigore segnato dall'attaccante islandese Viðarsdóttir per l'1-1 finale. Tre giorni dopo Germania ebbe la meglio 3-0 sull'Islanda grazie ad una rete di Lotzen e una doppietta di Okoyino da Mbabi. Vittoriosa anche la Norvegia sulle olandesi con rete decisiva di Gulbrandsen. Tedesche e norvegesi arrivarono alla decisiva sfida dell'ultima giornata in testa al girone a pari punti; a spuntarla furono le norvegesi con rete decisiva sul finire del primo tempo di Isaksen. La Norvegia concluse il girone al primo posto con 7 punti, seguita dalla Germania (seconda per scontri diretti) e dall'Islanda (qualificata come migliore terza) con 4.
Il 21 luglio, nei quarti di finale a Växjö, le tedesche sconfissero l'Italia con un gol di Laudehr. Il giorno dopo, invece, la Norvegia si trovò di fronte la Spagna a Kalmar; le norvegesi sbloccarono la gara a metà del primo tempo con un gol di Gulbrandsen e poco prima dell'intervallo raddoppiarono per effetto dell'autogol di Paredes. Nel secondo tempo Hegerberg realizzò il 3-0 prima del gol spagnolo siglato da Hermoso. Il 24 luglio in semifinale a Göteborg la Germania sconfisse la Svezia con la rete al 33' di Marozsán. Il giorno dopo, nell'altra semifinale giocata a Norrköping la Norvegia passò in vantaggio già al 3' con la rete di Christensen ma subì il pareggio della Danimarca da parte di Gajhede Knudsen nei minuti conclusivi. Il punteggio non si sbloccò nei tempi supplementari e la sfida fu decisa ai calci di rigore; le norvegesi furono infallibili dagli 11 metri segnando 4 rigori su 4, mentre per le danesi risultarono decisivi gli errori di Røddik Hansen e Nielsen.

### Tabella riassuntiva del percorso
| Pos. | Squadra     | Pt | G | V | N | P | GF | GS | DR |
| ---- | ----------- | -- | - | - | - | - | -- | -- | -- |
| 1.   | Norvegia    | 7  | 3 | 2 | 1 | 0 | 3  | 1  | +2 |
| 2.   | Germania    | 4  | 3 | 1 | 1 | 1 | 3  | 1  | +2 |
| 3.   | Islanda     | 4  | 3 | 1 | 1 | 1 | 2  | 4  | -2 |
| 4.   | Paesi Bassi | 1  | 3 | 0 | 1 | 2 | 0  | 2  | -2 |

| Pos. | Squadra     | Pt | G | V | N | P | GF | GS | DR |
| ---- | ----------- | -- | - | - | - | - | -- | -- | -- |
| 1.   | Norvegia    | 7  | 3 | 2 | 1 | 0 | 3  | 1  | +2 |
| 2.   | Germania    | 4  | 3 | 1 | 1 | 1 | 3  | 1  | +2 |
| 3.   | Islanda     | 4  | 3 | 1 | 1 | 1 | 2  | 4  | -2 |
| 4.   | Paesi Bassi | 1  | 3 | 0 | 1 | 2 | 0  | 2  | -2 |

## Descrizione della partita

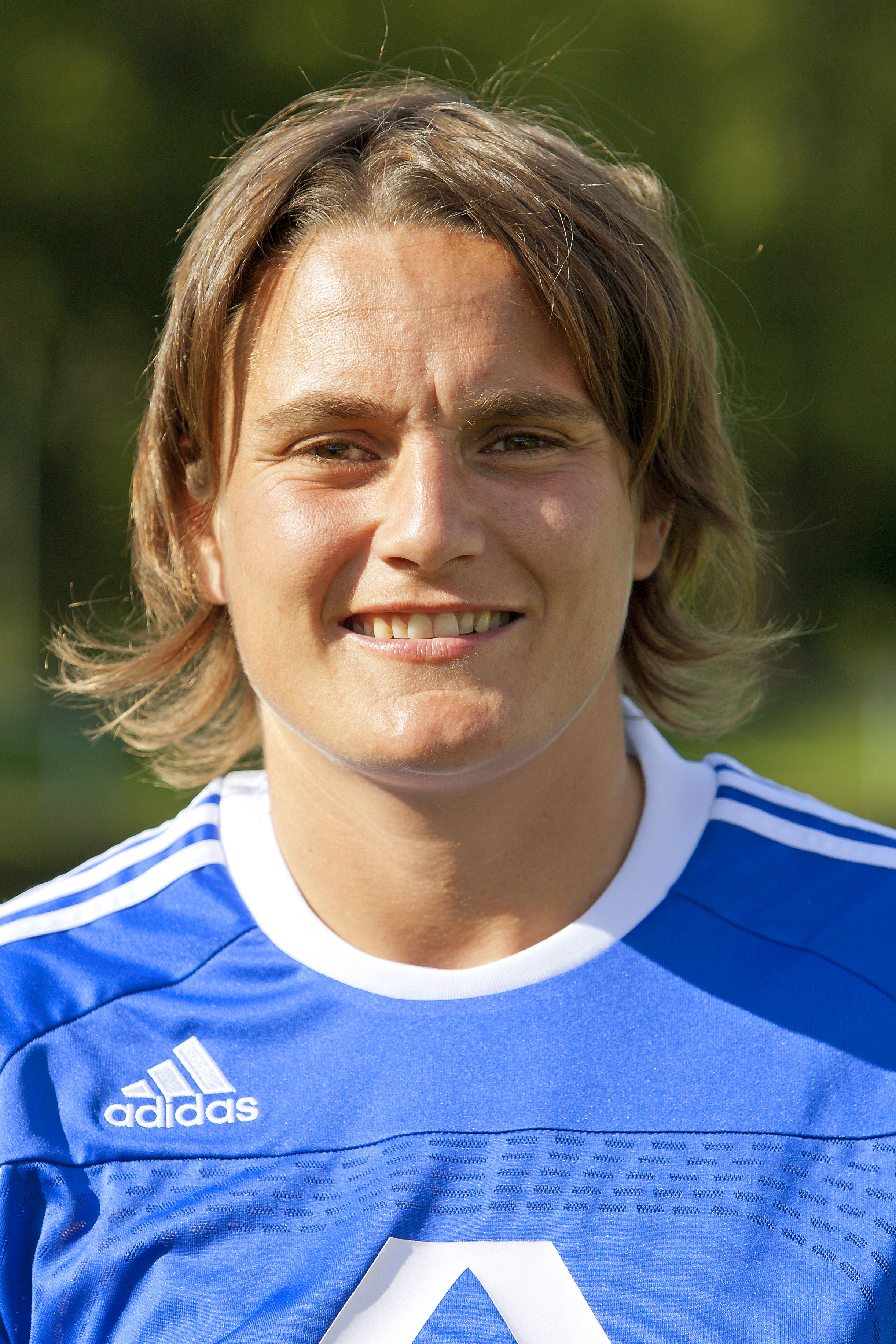
Nadine Angerer parò due rigori alla Norvegia.

Dopo essersi affrontate nella fase a gironi, Germania e Norvegia si ritrovarono nuovamente di fronte a giocarsi il titolo europeo.
A inizio partita, un colpo di testa di Keßler su punizione dalla destra costrinse il portiere norvegese Hjelmseth a respingere la palla oltre la traversa. La Norvegia, pur non avendo l'iniziativa del gioco, ha avuto l'opportunità più ghiotta al 29' dopo che l'arbitro ha fischiato un fallo di Célia Okoyino da Mbabi su Dekkerhus in area di rigore. Rønning tirò il rigore piuttosto centrale che fu parato dal portiere Angerer.
Il punteggio venne sbloccato al 4' del secondo tempo quando uno scatto di Célia Okoyino da Mbab sul lato sinistro sbilanciò la difesa norvegese e servì la palla alla subentrata Mittag che realizzò l'1-0.
La Germania continuò ad avere molte opportunità per raddoppiare, ma non riuscì a sfruttarle. Nonostante le difficoltà, la Norvegia ottenne un secondo rigore quando Bartusiak commisse un fallo su Hansen. A calciare questa volta fu Gulbrandsen, tuttavia anche lei si fece parare il tiro da Angerer.
La Norvegia riuscì successivamente ad andare a rete quando Hegerberg arrivò su un cross di Mjelde, ma il gol venne annullato per fuorigioco. A otto minuti del termine, la Germania ebbe l'ultima opportunità per chiudere la partita quando Maier, su cross di Keßler, colpì il palo. Terminò 1-0 con la Germania che conquistò il titolo europeo per la sesta volta consecutiva, l'ottavo della sua storia. 

## Tabellino
| Arbitro: | Cristina Dorcioman |

|            |           |  |
| Mittag 49’ | Marcatori |  |

| Germania | Norvegia |

| Germania (4-2-3-1) |    |                        |     |     |
|                    |    |                        |     |     |
| P                  | 1  | Nadine Angerer         |     |     |
| D                  | 4  | Leonie Maier           |     |     |
| D                  | 5  | Annike Krahn           | 70’ |     |
| D                  | 3  | Saskia Bartusiak       |     |     |
| D                  | 15 | Jennifer Cramer        |     |     |
| C                  | 8  | Nadine Keßler          |     |     |
| C                  | 20 | Lena Goeßling          |     |     |
| C                  | 9  | Lena Lotzen            |     | 46’ |
| C                  | 10 | Dzsenifer Marozsán     |     |     |
| C                  | 6  | Simone Laudehr         |     | 77’ |
| A                  | 13 | Célia Okoyino da Mbabi |     |     |
| Sostituzioni:      |    |                        |     |     |
| A                  | 11 | Anja Mittag            |     | 46’ |
| D                  | 2  | Bianca Schmidt         |     | 77’ |
| Allenatore:        |    |                        |     |     |
| Silvia Neid        |    |                        |     |     |

| Norvegia (4-1-4-1) |    |                          |  |     |
|                    |    |                          |  |     |
| P                  | 1  | Ingrid Hjelmseth         |  |     |
| D                  | 6  | Maren Mjelde             |  |     |
| D                  | 7  | Trine Rønning            |  |     |
| D                  | 3  | Marit Fiane Christensen  |  | 85’ |
| D                  | 5  | Toril Hetland Akerhaugen |  |     |
| C                  | 4  | Ingvild Stensland        |  | 76’ |
| C                  | 8  | Solveig Gulbrandsen      |  | 68’ |
| C                  | 22 | Cathrine Dekkerhus       |  |     |
| C                  | 10 | Caroline Graham Hansen   |  |     |
| C                  | 16 | Kristine Wigdahl Hegland |  |     |
| A                  | 21 | Ada Hegerberg            |  |     |
| Sostituzioni:      |    |                          |  |     |
| A                  | 9  | Elise Thorsnes           |  | 68’ |
| C                  | 19 | Ingvild Isaksen          |  | 76’ |
| A                  | 11 | Leni Larsen Kaurin       |  | 85’ |
| Allenatore:        |    |                          |  |     |
| Even Pellerud      |    |                          |  |     |

| Assistenti arbitrali: Maria Villa Gutiérrez (Spagna) Sian Massey (Inghilterra) Quarto ufficiale: Kirsi Heikkinen (Finlandia) | Regole incontro: - 90 minuti. - 30 minuti di tempi supplementari se necessario. - Tiri di rigore se l'incontro finisce in parità. - Dodici atlete a disposizione come sostituti. - Tre sostituzioni massime durante l'incontro. |